# Bellairu, Mangalore
Bellairu là một làng thuộc tehsil Mangalore, huyện Dakshina Kannada, bang Karnataka, Ấn Độ.